# 夕凪荘のS級の彼女たち
『夕凪荘のS級の彼女たち』は、MOONSTONE Cherryから2022年10月28日に発売されたアダルトゲームである。
2023年12月22日には続編である『夕凪荘のS級の彼女たち2』が発売された。
本項では続編についても解説する。

## あらすじ

### 1
主人公・犀川綸は幼少期を過ごした街に戻ってくる。アパート探しを始めて早々、安アパート・夕凪荘を見つける。建物はやや古いものの、立地の良さや、管理人をはじめとする住人達が美女ばかりであることに気づく。主人公は夕凪荘への入居を決めるが、入居条件には「S級の人間」とあった。綸が入居できたということは彼もまたそのような人物であることを意味していた。

### 2
夕凪荘の二階は長らく入居者がいない状態だったが、綸が入院している間にすべて埋まってしまう。

## 登場人物

### 夕凪荘の住人（1階）
宍戸 愛香（ししど まなか）
声：倉田ありあ
官能小説家。管理人は「S級のエロい身体」であると説明している。愛香本人もそのことは理解していたものの、興味のある異性がいなかったため持て余していた。一方、職業柄性的なことへの好奇心が強い。
平良 水咲（たいら みさき）
声：実羽ゆうき
幼稚園の教諭で、「S級の甘やかし気質」から入居している。今の職業を気に入っているが、子どもではなく恋人を甘やかしたいという欲求を持つ。
車谷 暢（くるまだに のん）
声：森谷こころ
大学生であると同時にコンサルタント業で生計を立てている。ただし、生活能力に欠けており、入居できた理由も「S級のぐうたら」である。
蜷川 さくら
声：葵時緒
夕凪荘の管理人で、本名よりも「管理人さん」と呼ばれるのが好き。

### 夕凪荘の住人（2階）
御厨 春奈（みくりや はるな）
声：桃山いおん
綸の中学時代の後輩。ウザい性格から綸の印象に残っていた。
黒峰 藍（くろみね あい）
声：北大路ゆき
中学校の教諭。自分の見た目の良さを自覚する一方、かなりの心配性でもあり、性的な欲望を抱いた男子生徒に襲われるのではないかと心配している。
高槻 妙子（たかつき たえこ）
声：藤野むらさき
受験勉強のために夕凪荘に入居した少女。相当のムッツリスケベで、壁越しに聞こえる喘ぎ声によって性的な欲求を押さえられなくなる。
大井川 理紗（おおいがわ りさ）
声：鈴谷まや
声優で、清楚な見た目とかわいらしい声で人気がある一方、仕事に支障をきたすほどのあがり症である。

## 評価

### 評価（1）
| 部門名       | Getchu.com |
| ------------ | ---------- |
| 総合         | 18位       |
| シナリオ     | 圏外       |
| グラフィック | 圏外       |
| 音楽         | 圏外       |
| システム     | 圏外       |
| ムービー     | 圏外       |
| エッチ       | 10位       |

Getchu.comによる「美少女ゲーム大賞2022」での結果は右表の通り。
「BugBug」による体験版レビューでは、S級の人間しか入居できないという不思議な設定により、ヒロインたちにも何かしら特化した部分があるのが面白かったと評されている。

### 評価（2）
「BugBug」2024年3月号に掲載されたレビューにおいて、レビュアーのNOVは、春奈だけが純粋な恋心という他の3人とは異なる角度の悩み事がきらりと輝き、ストーリーに引き込まれていったと評している。